# Heinz Welzel
Heinz Welzel (* 30. Mai 1911 in Berlin-Siemensstadt; † 26. März 2002 in Berlin) war ein deutscher Schauspieler und Synchronsprecher.

## Leben
Welzel war der Sohn eines Filmvorführers; seine Eltern waren Inhaber eines kleinen Kinos in Berlin. Nach dem Abitur nahm er zunächst ein Jura-Studium auf. Nach nur zwei Semestern wandte er sich jedoch der Schauspielerei zu und besuchte ab 1932 das Max-Reinhardt-Seminar in Berlin. Noch im selben Jahr gab er in Gera sein Bühnendebüt; dort war er auch als Sänger tätig. Weitere Theaterstationen waren Dresden (Spielzeit 1933/1934 am Komödienhaus Dresden) und Wien (1942; Theater in der Josefstadt). 1941 war er zum Kriegsdienst herangezogen worden, wurde nach einer schweren Erkrankung jedoch freigestellt.
Schon im Jahr seines Bühnendebüts übernahm Welzel auch die erste Filmrolle (Mieter Schulze gegen alle). Bis 1943 wirkte er vielfach in UFA-Produktionen mit, darunter im Katastrophenfilm Titanic, dem sozialkritischen Drama Friedrich Schiller – Triumph eines Genies (mit Horst Caspar in der Titelrolle), aber auch in fünf tendenziösen Kriegsfilmen des Regisseurs Karl Ritter.
Nach 1945 wirkte Welzel wieder vermehrt auf der Bühne und war unter anderem am Theater Lübeck engagiert (Spielzeit 1945/1946). Ab 1946 spielte er Theater in Berlin, am Schlosspark-Theater (1948–1950), (Hebbel am Ufer) und am Renaissance-Theater (Spielzeit 1952/1953). Daneben trat er nur noch selten in Filmproduktionen auf, u. a. in der Karl-May-Verfilmung Winnetou und Shatterhand im Tal der Toten. Stattdessen war er in zahlreichen Fernsehproduktionen zu sehen (u. a. als Gerichtsvorsitzender in der Serie Amtsgericht, 1957, sowie in der Krimiserie Privatdetektiv Harry Holl, 1963).
Außerdem arbeitete Welzel als Rundfunksprecher (NWDR, SFB, RIAS) und lieh als Synchronsprecher seine Stimme u. a. Leif Erickson (Die Faust im Nacken), Arthur O’Connell (Die Frau im goldenen Cadillac), Walter Rilla (Königin Victoria) und William Windom (Wer die Nachtigall stört).

## Filmografie
- 1932: Mieter Schulze gegen alle
- 1936: Verräter
- 1937: Unternehmen Michael
- 1937: Urlaub auf Ehrenwort
- 1938: Revolutionshochzeit
- 1938: Du und ich
- 1938: Die 4 Gesellen
- 1938: Pour le Mérite
- 1939: Aufruhr in Damaskus
- 1939: Mann für Mann
- 1939: D III 88
- 1939: Legion Condor (unvollendet)
- 1940: Friedrich Schiller – Triumph eines Genies
- 1941: Kampfgeschwader Lützow
- 1941: Über alles in der Welt
- 1941: Menschen im Sturm
- 1942: Der Seniorchef
- 1943: Liebespremiere
- 1943: Titanic
- 1944: Ein schöner Tag
- 1947: Razzia
- 1954: Das ideale Brautpaar
- 1961: Unter Ausschluß der Öffentlichkeit
- 1965: Es geschah in Berlin: Als gestohlen gemeldet...
- 1968: Winnetou und Shatterhand im Tal der Toten

## Hörspiele (Auswahl)
- 1947: Horst Lommer/Günther Osswald: Der General (Dieter) – Regie: Peter Elsholtz (Berliner Rundfunk)
- 1947: Roman Niewiarowicz: Hollywood oder der Mensch als Ware (Jack) – Regie: Hanns Küpper (Berliner Rundfunk)
- 1962: Thierry: Pension Spreewitz (Herr Dünnbier, der Schläger, Folge 116, Erstsendung 7. Juli 1962) (Herr Dr. Blei) – Regie: Ivo Veit (RIAS Berlin)
- 1968: Erdmann Graeser: Die Eisrieke. Damals war's – Geschichten aus dem alten Berlin (Volkmar, Walters Jugendfreund, nun Journalist) (Geschichte Nr. 9 in 12 Folgen) – Regie: Ivo Veit (RIAS Berlin)
- 1971: Cornelia Schöner: Drei Spatzen unterm Dach. Damals war's – Geschichten aus dem alten Berlin (Justus Hähnlein) (Geschichte Nr. 9 in 12 Folgen) – Regie: Ivo Veit (RIAS Berlin)
- 1973: Egon Polling: Der Storch in der Linde. Damals war's – Geschichten aus dem alten Berlin (Herr Berger, Prokurist) (Geschichte Nr. 19 in 12 Folgen) – Regie: Ivo Veit (RIAS Berlin)
- 1976: Alfred Andel: Krösus Krause. Damals war's – Geschichten aus dem alten Berlin (Dr. Müller, Arzt) (Geschichte Nr. 24 in 12 Folgen) – Regie: Ivo Veit (RIAS Berlin)